# Rōgo ni Sonaete Isekai de 8-manmai no Kinka wo Tamemasu
Rōgo ni Sonaete Isekai de 8-manmai no Kinka wo Tamemasu là một light novel Nhật Bản của FUNA, được đăng tại trang web Shosetsuka ni Narou từ tháng 11, 2015 và nó đã được xuất bản sang sách từ tháng 6, 2017 mang ấn hiệu K Ranobe Books của Kodansha. Minh hoạ cho đến tập 5 là Touzai và từ tập 6 trở đi do Motoe Keisuke phụ trách.

## Tổng quan
Tương tự như phiên bản sách, bản chuyển thể sang manga của Motoe Keisuke đang đăng ở trên trang web đăng tải truyện tranh Suiyoubi no Sirius từ tháng 6, 2017.
Số lượt xem trên Shosetsuka ni Narou đạt hơn 120 triệu, lũy kế series gồm số lượng bản phát hành và cả bản điện tử đã vượt hơn 1.450.000 bản tính đến tháng 7, 2022.
Anime được phát sóng từ tháng 1 đến tháng 3 năm 2023.

## Giới thiệu
Một ngày nọ, Yamano Mitsuha rơi xuống vách đá và bị dịch chuyển đến một thế giới khác với trình độ văn minh ngang tầm của châu âu thời trung cổ. Tuy nhiên, Mitsuha biết rằng mình có thể du hành giữa hai thế giới thông qua trận chiến chết người với bầy sói và cô quyết định sống bằng cách đó. Vì để an tâm tuổi già! Khi tính toán giá trị tiền tệ và số tiền cần thiết, cô quyết định phải tiết kiệm  80.000 đồng vàng!
Trong chừng mực để không làm nền văn minh của thế giới này bị biến đổi (nhưng nếu có thể dễ dàng kiếm tiền thì sẽ không nương tay!), cô sẽ mang đến nhiều thứ khác nhau và làm việc chăm chỉ để kiếm tiền!
Nếu như vẫn bị nghi ngờ thì dịch chuyển qua lại cũng không sao!?

## Nhân vật
Danh sách nhân vật này không đầy đủ, seiyuu của phiên bản anime truyền hình.
Yamano Mitsuha (山野光波)
Lồng tiếng bởi: Nagae Rika
Colette (コレット)
Lồng tiếng bởi: Tachibana Rika
Sabine (サビーネ)
Lồng tiếng bởi: Maeda Kaori
Yamano Tsuyoshi (山野剛史)
Lồng tiếng bởi: Fukuyama Jun
Elinu (エリーヌ)
Lồng tiếng bởi: Aoki Ruriko
Tobias (トビアス)
Lồng tiếng bởi: Kameyama Yuuji
Sore (それ)
Lồng tiếng bởi: Horiuchi Kenyu

## TV Anime
Phiên bản chuyển thể thành anime được công bố vào 26 tháng 7, 2022.
Anime phát sóng ở trên ABC TV và khung phát anime đêm khuya ANiMAZiNG!!! của hệ thống TV Asahi liên kết mạng lưới 24 đài ở trên toàn Nhật Bản, cùng những đài truyền hình khác từ tháng 1 đến tháng 3 năm 2023.Tại Việt Nam, phim được phát trên Bilibili từ ngày 8 tháng 1 đến ngày 26 tháng 3 năm 2023.

### Nhân viên
- Nguyên tác - FUNA
- Đạo diễn - Tamada Hiroshi[6]
- Biên kịch series - Inari Akihiko[6]
- Thiết kế nhân vật - Fukuchi Yuuki[6]
- Đạo diễn nghệ thuật - Takahashi Shinobu
- Thiết kế màu sắc - Oga Eri
- Đạo diễn hình ảnh - Hirooku Rikiya
- Biên tập - Goto Masahiro
- Đạo diễn âm thanh - Abe Nobuyuki
- Hãng phim - FelixFilm[6]
- Ban sản xuất Roukin[6]

### Bài hát chủ đề
「光ったコインが示す方」前田佳織里
Chủ đề mở đầu "Hikatta Coin ga Shimesu Kata (光ったコインが示す方)" do Maeda Kaori (前田佳織里) trình bày. Lời, nhạc bởi Tanaka Keita. Biên soạn nhạc bởi TOPICS LAB.
「やっぱりエコノミー」YABI×YABI
Chủ đề kết thúc "Yappari Economy (やっぱりエコノミー)" do YABI×YABI trình bày. Lời và nhạc bởi Tsukikawa Rei, Chie. Biên soạn nhạc bởi YABI×YABI.

### Danh sách các tập
| Số tập | Tựa đề                                                                    | Kịch bản        | Phân cảnh                      | Đạo diễn          | Tổng đạo diễn hoạt họa                     | Ngày phát sóng gốc      |
| ------ | ------------------------------------------------------------------------- | --------------- | ------------------------------ | ----------------- | ------------------------------------------ | ----------------------- |
| #01    | Mitsuha đi dị giới (ミツハ、異世界に行く)                                 | Inari Akihiko   | Tamada Hiroshi                 | Kobayashi Takashi | Fukuchi Yuuki                              | Ngày 8 tháng 1 năm 2023 |
| #02    | Vương quốc tham vọng (野望の王国)                                         | Inari Akihiko   | Ishii Yumiko                   | Shiraishi Michita | Ogiwara Michiru                            | Ngày 15 tháng 1         |
| #03    | Mitsuha đóng kịch! (ミツハ、演じる！)                                     | Murakami Shinya | Tsuji Hatsuki                  | Tanaka Ryouji     | Morikawa Yuuki                             | Ngày 22 tháng 1         |
| #04    | Tiệm tạm hóa Mitsuha (雑貨屋ミツハ)                                       | Hisao Ayumu     | Kumano Chihiro                 | Yabuki Tsutomu    | Mishima Chie                               | Ngày 29 tháng 1         |
| #05    | Tiểu thư diễn kịch! (お嬢様をプロデュース！)                              | Hisao Ayumu     | Tsuji Hatsuki                  | Hamada Shou       | Ishii Yumiko                               | Ngày 5 tháng 2          |
| #06    | Beatrice nhờ vả (おねだりベアトリスちゃん)                                | Murakami Shinya | Mita Hiroshi                   | Shiraishi Michita | Ogiwara Michiru Mishima Chie               | Ngày 12 tháng 2         |
| #07    | Chuyến thám hiểm của Mitsuha (ミツハの大冒険)                             | Murakami Shinya | Tsuji Hatsuki                  | Iimura Masayuki   | Morikawa Yuuki                             | Ngày 19 tháng 2         |
| #08    | Mitsuha đi đến lâu đài (ミツハ、お城へ行く)                               | Hisao Ayumu     | Tsuji Hatsuki                  | Takamura Yuuta    | Fukuchi Yuuki                              | Ngày 26 tháng 2         |
| #09    | Câu chuyện kì lạ về quán ăn Rakuentei (楽園亭奇譚)                        | Hisao Ayumu     | Tsuji Hatsuki                  | Tanaka Ryouji     | Morikawa Yuuki                             | Ngày 5 tháng 3          |
| #10    | Đã thế thì chiến tranh thôi! (ならば戦争だ)                               | Inari Akihiko   | Tomoda Masaharu Tamada Hiroshi | Shiraishi Michita | Ogiwara Michiru                            | Ngày 12 tháng 3         |
| #11    | Công chúa Vu Nữ Xuất Trận (姫巫女の出陣)                                  | Murakami Shinya |                                |                   | Mishima Chie                               | Ngày 19 tháng 3         |
| #12    | Tiết kiệm 80000 đồng vàng ở thế giới khác (異世界で8万枚の金貨を貯めます) | Inari Akihiko   | Ishiyama Takaaki               | Tamada Hiroshi    | Fukuchi Yuuki Ogiwara Michiru Mishima Chie | Ngày 26 tháng 3         |

### Blu-ray
| #     | Ngày phát hành tiếng Nhật | Bao gồm    | Mã tiếng Nhật |
| ----- | ------------------------- | ---------- | ------------- |
| DISC1 | 31 tháng 5, 2023          | Tập 1 - 6  | DMPXA-308     |
| DISC2 | 31 tháng 5, 2023          | Tập 7 - 12 | DMPXA-308     |

### Light novel
| # | Ngày phát hành tiếng Nhật | ISBN tiếng Nhật   |
| - | ------------------------- | ----------------- |
| 1 | Ngày 29 tháng 06 năm 2017 | 978-4-06-365027-3 |
| 2 | Ngày 01 tháng 12 năm 2017 | 978-4-06-365045-7 |
| 3 | Ngày 02 tháng 05 năm 2018 | 978-4-06-511899-3 |
| 4 | Ngày 09 tháng 01 năm 2019 | 978-4-06-514550-0 |
| 5 | Ngày 30 tháng 08 năm 2019 | 978-4-06-517347-3 |
| 6 | Ngày 02 tháng 07 năm 2021 | 978-4-06-519781-3 |
| 7 | Ngày 02 tháng 08 năm 2022 | 978-4-06-528788-0 |
| 8 | Ngày 02 tháng 03 năm 2023 | 978-4-06-531306-0 |

### Manga
| #  | Ngày phát hành tiếng Nhật | ISBN tiếng Nhật   |
| -- | ------------------------- | ----------------- |
| 1  | Ngày 01 tháng 12 năm 2017 | 978-4-06-510503-0 |
| 2  | Ngày 09 tháng 05 năm 2018 | 978-4-06-511383-7 |
| 3  | Ngày 09 tháng 01 năm 2019 | 978-4-06-514100-7 |
| 4  | Ngày 09 tháng 05 năm 2019 | 978-4-06-515415-1 |
| 5  | Ngày 04 tháng 12 năm 2019 | 978-4-06-517801-0 |
| 6  | Ngày 09 tháng 06 năm 2020 | 978-4-06-519726-4 |
| 7  | Ngày 09 tháng 12 năm 2020 | 978-4-06-521588-3 |
| 8  | Ngày 09 tháng 06 năm 2021 | 978-4-06-523515-7 |
| 9  | Ngày 09 tháng 12 năm 2021 | 978-4-06-526108-8 |
| 10 | Ngày 08 tháng 08 năm 2022 | 978-4-06-528783-5 |
| 11 | Ngày 09 tháng 02 năm 2023 | 978-4-06-530569-0 |